# Jaguar XKR GT2
Chronologie des modèles ([[]] - [[]])
La Jaguar XKR GT2 est une voiture de course construite par l'écurie américaine Rocketsports Racing avec une licence Jaguar. Elle est homologuée pour courir dans la catégorie GT2 de la fédération internationale de l'automobile et de l'Automobile Club de l'Ouest. Elle est dérivée de la Jaguar XKR, d'où elle tire son nom.
Elle participe au championnat American Le Mans Series en 2010 et 2011, ainsi qu'aux 24 Heures du Mans en 2010, où elle abandonne.

## Genèse du projet
Elle est fabriquée à East Lansing, dans le Michigan, aux États-Unis.

## Histoire en compétition
La Jaguar XKR GT2 est dévoilée le 24 septembre 2009. La voiture n'étant pas prête pour le Peit le Mans, l'écurie préfère décliné le premier engagement de la voiture.
La voiture est exploitée par la l'écurie Rocketsports Racing en American Le Mans Series,,.
En 2010, elle est alignée pour la première fois en compétition dans le cadre des 12 Heures de Sebring, la première manche de l'American Le mans Series. Pilotée par Ryan Dalziel, Marc Gossens et Paul Gentilozzi, elle abandonne et ne franchit pas la ligne d'arrivée,. La même année, la Jaguar est engagée aux 24 Heures du Mans, mais elle abandonne dans son quatrième tour,.